# وال والنتین
وال والنتین (انگلیسی: Val Valentine؛ ۱۸۹۵ – ۱۹۷۱) یک فیلم‌نامه‌نویس اهل بریتانیا بود.
وی فیلم‌نامه‌نویس فیلم‌هایی همچون تماس الزتری و غنی و غریب بوده است.